# Akademické mistrovství světa v orientačním běhu 2018
21. Akademické mistrovství světa v orientačním běhu proběhlo ve Finsku ve dnech 17. až 21. července 2018. Centrum závodů AMS bylo v Kuortane.
Závodů se zúčastnilo celkem 249 závodníků (133 mužů a 116 žen) z 33 zemí.

## Program závodů
Program mistrovství světa:
| Den          | Závod             | Centrum závodu |
| ------------ | ----------------- | -------------- |
| 17. červenec | Sprintové štafety |                |
| 18. červenec | Krátká trať       |                |
| 19. červenec | Sprint            |                |
| 20. červenec | Klasická trať     |                |
| 21. červenec | Štafety           |                |

## Závod sprintových štafet (Mixed relay)
| Zkrácené výsledky                           | Zkrácené výsledky                                                                             | Zkrácené výsledky | Zkrácené výsledky |
| Mix štafety                                 | Mix štafety                                                                                   | Mix štafety       | Mix štafety       |
| ------------------------------------------- | --------------------------------------------------------------------------------------------- | ----------------- | ----------------- |
| - Mapa: Åmot 1 : 4 000, E = 2 m - 23 štafet |                                                                                               |                   |                   |
| Umístění                                    | Jména                                                                                         | Čas               | Ztráta            |
| Zlatá medaile                               | Švýcarsko Paula Gross Jonas Egger Joey Hadorn Martina Ruch                                    | 56:55             |                   |
| Stříbrná medaile                            | Polsko Agata Stankiewicz Piotr Parfianowicz Krzysztof Wolowczyk Aleksandra Hornik             | 57:42             | +0:47             |
| Bronzová medaile                            | Francie Delphine Poirot Adrien Delenne Arnaud Perrin Florence Hanauer                         | 57:53             | +0:58             |
| 4                                           | Spojené království Cecilie Andersen Jonathan Crickmore Alexander Chepelin Megan Carter-Davies | 58:20             | +1:25             |
| 5                                           | Norsko Eirin Svanoe-Hafstad Trond Einar Moen Pedersli Dag Blandkjenn Ingeborg Eide            | 58:39             | +1:44             |
| 6                                           | Finsko Janniina Gustafsson Joonas Ahola Aleksi Anttolainen Alexandra Enlund                   | 58:47             | +1:52             |

## Závod na krátké trati (Middle)
| Zkrácené výsledky                           | Zkrácené výsledky                           | Zkrácené výsledky                           | Zkrácené výsledky                           | Zkrácené výsledky                         | Zkrácené výsledky                         | Zkrácené výsledky                         | Zkrácené výsledky                         |
| Muži                                        | Muži                                        | Muži                                        | Muži                                        | Ženy                                      | Ženy                                      | Ženy                                      | Ženy                                      |
| ------------------------------------------- | ------------------------------------------- | ------------------------------------------- | ------------------------------------------- | ----------------------------------------- | ----------------------------------------- | ----------------------------------------- | ----------------------------------------- |
| - Mapa: 1 : 10 000, E = 5 m - 100 závodníků | - Mapa: 1 : 10 000, E = 5 m - 100 závodníků | - Mapa: 1 : 10 000, E = 5 m - 100 závodníků | - Mapa: 1 : 10 000, E = 5 m - 100 závodníků | - Mapa: 1 : 10 000, E = 5 m - 89 závodnic | - Mapa: 1 : 10 000, E = 5 m - 89 závodnic | - Mapa: 1 : 10 000, E = 5 m - 89 závodnic | - Mapa: 1 : 10 000, E = 5 m - 89 závodnic |
| Umístění                                    | Jméno                                       | Čas                                         | Ztráta                                      | Umístění                                  | Jméno                                     | Čas                                       | Ztráta                                    |
| Zlatá medaile                               | Aleksi Karppinen                            | 36:14                                       |                                             | Zlatá medaile                             | Emma Bjessmo                              | 37:32                                     |                                           |
| Stříbrná medaile                            | Paul Sirum                                  | 36:21                                       | +0:07                                       | Stříbrná medaile                          | Marie Olaussen                            | 38:51                                     | +1:19                                     |
| Bronzová medaile                            | Håvard Haga                                 | 36:32                                       | +0:18                                       | Bronzová medaile                          | Johanna Öberg                             | 38:53                                     | +1:21                                     |
| 4                                           | Jens Ronnols                                | 37:04                                       | +0:50                                       | 4                                         | Tilda Johansson                           | 39:26                                     | +1:54                                     |
| 5                                           | Audun Heimdal                               | 37:42                                       | +1:28                                       | 5                                         | Lisa Holer                                | 40:47                                     | +3:15                                     |
| 6                                           | Aleksi Anttolainen                          | 37:44                                       | +1:30                                       | 6                                         | Andrea Svensson                           | 41:21                                     | +3:49                                     |

## Závod ve sprintu (Sprint)
| Zkrácené výsledky                          | Zkrácené výsledky                          | Zkrácené výsledky                          | Zkrácené výsledky                          | Zkrácené výsledky                        | Zkrácené výsledky                        | Zkrácené výsledky                        | Zkrácené výsledky                        |
| Muži                                       | Muži                                       | Muži                                       | Muži                                       | Ženy                                     | Ženy                                     | Ženy                                     | Ženy                                     |
| ------------------------------------------ | ------------------------------------------ | ------------------------------------------ | ------------------------------------------ | ---------------------------------------- | ---------------------------------------- | ---------------------------------------- | ---------------------------------------- |
| - Mapa: 1 : 4 000, E = 2 m - 102 závodníků | - Mapa: 1 : 4 000, E = 2 m - 102 závodníků | - Mapa: 1 : 4 000, E = 2 m - 102 závodníků | - Mapa: 1 : 4 000, E = 2 m - 102 závodníků | - Mapa: 1 : 4 000, E = 2 m - 86 závodnic | - Mapa: 1 : 4 000, E = 2 m - 86 závodnic | - Mapa: 1 : 4 000, E = 2 m - 86 závodnic | - Mapa: 1 : 4 000, E = 2 m - 86 závodnic |
| Umístění                                   | Jméno                                      | Čas                                        | Ztráta                                     | Umístění                                 | Jméno                                    | Čas                                      | Ztráta                                   |
| Zlatá medaile                              | Tim Robertson                              | 13:44                                      |                                            | Zlatá medaile                            | Virág Weiler                             | 13:48                                    |                                          |
| Stříbrná medaile                           | Trond Einar Moen Pedersli                  | 13:52                                      | +0:08                                      | Stříbrná medaile                         | Martina Ruch                             | 13:48                                    | +0:00                                    |
| Bronzová medaile                           | Henry Mcnulty                              | 14:08                                      | +0:24                                      | Bronzová medaile                         | Aleksandra Hornik                        | 13:58                                    | +0:10                                    |
| 4                                          | Piotr Parfianowicz                         | 14:12                                      | +0:28                                      | 4                                        | Alexandra Enlund                         | 14:01                                    | +0:13                                    |
| 5                                          | Alexander Chepelin                         | 14:16                                      | +0:32                                      | 5                                        | Emma Bjessmo                             | 14:01                                    | +0:13                                    |
| 6                                          | Matthias Groell                            | 14:24                                      | +0:40                                      | 6                                        | Florence Hanauer                         | 14:08                                    | +0:20                                    |

## Závod na klasické trati (Long)
| Zkrácené výsledky                          | Zkrácené výsledky                          | Zkrácené výsledky                          | Zkrácené výsledky                          | Zkrácené výsledky                         | Zkrácené výsledky                         | Zkrácené výsledky                         | Zkrácené výsledky                         |
| Muži                                       | Muži                                       | Muži                                       | Muži                                       | Ženy                                      | Ženy                                      | Ženy                                      | Ženy                                      |
| ------------------------------------------ | ------------------------------------------ | ------------------------------------------ | ------------------------------------------ | ----------------------------------------- | ----------------------------------------- | ----------------------------------------- | ----------------------------------------- |
| - Mapa: 1 : 15 000, E = 5 m - 93 závodníků | - Mapa: 1 : 15 000, E = 5 m - 93 závodníků | - Mapa: 1 : 15 000, E = 5 m - 93 závodníků | - Mapa: 1 : 15 000, E = 5 m - 93 závodníků | - Mapa: 1 : 15 000, E = 5 m - 84 závodnic | - Mapa: 1 : 15 000, E = 5 m - 84 závodnic | - Mapa: 1 : 15 000, E = 5 m - 84 závodnic | - Mapa: 1 : 15 000, E = 5 m - 84 závodnic |
| Umístění                                   | Jméno                                      | Čas                                        | Ztráta                                     | Umístění                                  | Jméno                                     | Čas                                       | Ztráta                                    |
| Zlatá medaile                              | Jonas Egger                                | 1:11:23                                    |                                            | Zlatá medaile                             | Marie Olaussen                            | 1:13:18                                   |                                           |
| Stříbrná medaile                           | Paul Sirum                                 | 1:11:54                                    | +0:31                                      | Stříbrná medaile                          | Johanna Öberg                             | 1:13:59                                   | +0:41                                     |
| Bronzová medaile                           | Håvard Haga                                | 1:12:15                                    | +0:52                                      | Bronzová medaile                          | Paula Gross                               | 1:15:48                                   | +2:30                                     |
| 4                                          | Jens Ronnols                               | 1:12:58                                    | +1:35                                      | 4                                         | Sina Tommer                               | 1:16:45                                   | +3:27                                     |
| 5                                          | Aleksi Karppinen                           | 1:14:06                                    | +2:43                                      | 5                                         | Susen Loesch                              | 1:17:24                                   | +4:06                                     |
| 6                                          | Audun Heimdal                              | 1:14:40                                    | +3:17                                      | 6                                         | Lisa Holer                                | 1:17:49                                   | +4:31                                     |

## Závod štafet (Relay)
| Zkrácené výsledky                       | Zkrácené výsledky                                                           | Zkrácené výsledky                       | Zkrácené výsledky                       | Zkrácené výsledky                       | Zkrácené výsledky                                             | Zkrácené výsledky                       | Zkrácené výsledky                       |
| Muži                                    | Muži                                                                        | Muži                                    | Muži                                    | Ženy                                    | Ženy                                                          | Ženy                                    | Ženy                                    |
| --------------------------------------- | --------------------------------------------------------------------------- | --------------------------------------- | --------------------------------------- | --------------------------------------- | ------------------------------------------------------------- | --------------------------------------- | --------------------------------------- |
| - Mapa: 1 : 10 000, E = 5 m - 26 štafet | - Mapa: 1 : 10 000, E = 5 m - 26 štafet                                     | - Mapa: 1 : 10 000, E = 5 m - 26 štafet | - Mapa: 1 : 10 000, E = 5 m - 26 štafet | - Mapa: 1 : 10 000, E = 5 m - 21 štafet | - Mapa: 1 : 10 000, E = 5 m - 21 štafet                       | - Mapa: 1 : 10 000, E = 5 m - 21 štafet | - Mapa: 1 : 10 000, E = 5 m - 21 štafet |
| Umístění                                | Jméno                                                                       | Čas                                     | Ztráta                                  | Umístění                                | Jméno                                                         | Čas                                     | Ztráta                                  |
| Zlatá medaile                           | Norsko Håvard Haga Audun Heimdal Paul Sirum                                 | 1:36:32                                 |                                         | Zlatá medaile                           | Norsko Ingrid Lundanes Ingeborg Eide Marie Olaussen           | 1:53:10                                 |                                         |
| Stříbrná medaile                        | Finsko Aleksi Anttolainen Aleksi Karppinen Eetu Savolainen                  | 1:36:55                                 | +0:23                                   | Stříbrná medaile                        | Finsko Enni Jalava Sanni Kivelä Alexandra Enlund              | 1:53:23                                 | +0:13                                   |
| Bronzová medaile                        | Švýcarsko Florian Schneider (orientační běžec)) Christoph Meier Jonas Egger | 1:36:56                                 | +0:24                                   | Bronzová medaile                        | Švýcarsko Sina Tommer Lisa Holer Paula Gross                  | 1:55:23                                 | +2:13                                   |
| 4                                       | Švédsko Ville Johansson Anton Johansson Jens Ronnols                        | 1:41:41                                 | +5:09                                   | 4                                       | Česko Magdaléna Tužilová Barbora Zháňalová Vendula Horčičková | 1:57:26                                 | +4:16                                   |
| 5                                       | Česko Marek Minář Vojtěch Sýkora Tomáš Kubelka                              | 1:45:07                                 | +8:35                                   | 5                                       | Švédsko Tilda Johansson Johanna Öberg Emma Bjessmo            | 1:58:15                                 | +5:05                                   |
| 6                                       | Francie Quentin Rauturier Loic Marty Arnaud Perrin                          | 1:45:15                                 | +8:43                                   | 6                                       | Polsko Zuzanna Kubicka Agata Stankiewicz Aleksandra Hornik    | 2:00:38                                 | +7:28                                   |

## Medailové pořadí podle zemí
Pořadí zúčastněných zemí podle získaných medailí v jednotlivých závodech mistrovství (tzv. olympijského hodnocení).
| Medailové pořadí podle zemí | Medailové pořadí podle zemí | Medailové pořadí podle zemí | Medailové pořadí podle zemí | Medailové pořadí podle zemí | Medailové pořadí podle zemí |
| Pořadí                      | Stát                        | Zlatá medaile               | Stříbrná medaile            | Bronzová medaile            | Celkem                      |
| --------------------------- | --------------------------- | --------------------------- | --------------------------- | --------------------------- | --------------------------- |
| 1                           | Norsko                      | 3                           | 4                           | 2                           | 9                           |
| 2                           | Švýcarsko                   | 2                           | 1                           | 3                           | 6                           |
| 3                           | Finsko                      | 1                           | 2                           |                             | 3                           |
| 4                           | Švédsko                     | 1                           | 1                           | 1                           | 3                           |
| 5                           | Nový Zéland                 | 1                           |                             |                             | 1                           |
| 5                           | Maďarsko                    | 1                           |                             |                             | 1                           |
| 6                           | Polsko                      |                             | 1                           | 1                           | 2                           |
| 7                           | Francie                     |                             |                             | 1                           | 1                           |
| 7                           | Austrálie                   |                             |                             | 1                           | 1                           |

## Česká reprezentace na AMS
Česko reprezentovalo 6 mužů a 6 žen.
| Přehled umístění českých reprezentantů | Přehled umístění českých reprezentantů | Přehled umístění českých reprezentantů | Přehled umístění českých reprezentantů | Přehled umístění českých reprezentantů | Přehled umístění českých reprezentantů | Přehled umístění českých reprezentantů |
| Kategorie                              | Jméno                                  | Klasika                                | Krátká                                 | Sprint                                 | Štafety                                | Mix štafety                            |
| -------------------------------------- | -------------------------------------- | -------------------------------------- | -------------------------------------- | -------------------------------------- | -------------------------------------- | -------------------------------------- |
| Ženy                                   | Vendula Horčičková                     | 11. místo                              | 18. místo                              | X                                      | 4. místo                               | 12. místo                              |
| Ženy                                   | Karolína Šiková                        | 21. místo                              | X                                      | 40. místo                              | X                                      | 12. místo                              |
| Ženy                                   | Anna Štičková                          | X                                      | 52. místo                              | 36. místo                              | X                                      | X                                      |
| Ženy                                   | Magdaléna Tužilová                     | 10. místo                              | 38. místo                              | X                                      | 4. místo                               | X                                      |
| Ženy                                   | Alena Voborníková                      | X                                      | X                                      | 64. místo                              | X                                      | X                                      |
| Ženy                                   | Barbora Zháňalová                      | 28. místo                              | 16. místo                              | 43. místo                              | 4. místo                               | X                                      |
| Muži                                   | Petr Horvát                            | X                                      | 21. místo                              | 53. místo                              | X                                      | X                                      |
| Muži                                   | Tomáš Kubelka                          | 11. místo                              | 15. místo                              | 20. místo                              | 5. místo                               | X                                      |
| Muži                                   | Marek Minář                            | 22. místo                              | X                                      | 29. místo                              | 5. místo                               | 12. místo                              |
| Muži                                   | Štěpán Mudrák                          | 37. místo                              | X                                      | X                                      | X                                      | X                                      |
| Muži                                   | Šimon Navrátil                         | 39. místo                              | 26. místo                              | X                                      | X                                      | X                                      |
| Muži                                   | Vojtěch Sýkora                         | X                                      | 27. místo                              | 27. místo                              | 5. místo                               | 12. místo                              |